# Мосакі-Стара-Весь
Мосакі-Стара-Весь (пол. Mosaki-Stara Wieś) — село в Польщі, у гміні Красне Пшасниського повіту Мазовецького воєводства.
Населення — 148 осіб (2011).
У 1975-1998 роках село належало до Цехановського воєводства.

## Демографія
Демографічна структура станом на 31 березня 2011 року:
|          | Загалом | Допрацездатний вік | Працездатний вік | Постпрацездатний вік |
| -------- | ------- | ------------------ | ---------------- | -------------------- |
| Чоловіки | 74      | 13                 | 56               | 5                    |
| Жінки    | 74      | 14                 | 44               | 16                   |
| Разом    | 148     | 27                 | 100              | 21                   |